# Airgas
Airgas, Inc., (NYSE: ARG), är ett amerikanskt företag som verkar i den kemiska industrin och är USA:s största distributör av industriella– och medicinska gaser och finkemikalier samt tillhörande utrustning och andra tjänster för industriella– och andra kommersiella kunder.
Företaget är också en ledande amerikansk tillverkare av atmosfäriska gaser, koldioxid, lustgas och torris och även ledande distributör av köldmedium, ammoniak och en rad andra kemikalier.